# الدوري اليوناني لكرة اليد
الدوري اليوناني لكرة اليد هو الدوري الرئيسي لكرة اليد للمحترفين في اليونان. يدار من قبل اتحاد كرة اليد اليوناني. تأسس في سنة 1979، ويتكون حاليا من قبل 12 فريقا. يعتبر نادي نيا فيلادلفيا لكرة اليد هو الأكثر تتويجا بـ 10 ألقاب.